# Cambon-et-Salvergues
Cambon-et-Salvergues är en kommun i departementet Hérault i regionen Occitanien i södra Frankrike. Kommunen ligger i kantonen Olargues som tillhör arrondissementet Béziers. År 2022 hade Cambon-et-Salvergues 51 invånare.

## Befolkningsutveckling
Antalet invånare i kommunen Cambon-et-Salvergues
Referens:INSEE